# Boerhavia brandegeei
Boerhavia brandegeei är en underblomsväxtart som först beskrevs av Paul Carpenter Standley, och fick sitt nu gällande namn av Rafaël Herman Anna Govaerts. Boerhavia brandegeei ingår i släktet Boerhavia och familjen underblomsväxter. Inga underarter finns listade i Catalogue of Life.